# 比弗丹 (肯塔基州)
比弗丹（英語：Beaver Dam），是美国肯塔基州的一座城市。建立于1800年，面积约为6.7平方公里（2.6平方英里）。根据2010年美国人口普查，该市的人口为3,409人。